# Terbij
Têrbij je kemični element, ki ima v periodnem sistemu simbol Tb in atomsko število 65. Je srebrnkasto-siva redkozemeljska kovina, ki jo je moč kovati in raztezati, ter dovolj mehka, da jo je moč rezati z nožem. Na zraku je zmerno stabilen. Obstajata dve kristalni modifikatiji, transformacijska temperatura med obema je 1289 °C.

## Zgodovina
Terbij je leta 1843 odkril švedski kemik Carl Gustaf Mosander, ki ga je zaznal kot nečistočo v itrijevem oksidu Y2O3 in poimenoval po švedski vasi Ytterby. V čisti obliki ga niso izolirali vse do nedavnih izboljšav tehnik za izmenjavo ionov.